# Långsmaltjärnen (Tärna socken, Lappland)
Långsmaltjärnen är en sjö i Storumans kommun i Lappland och ingår i Umeälvens huvudavrinningsområde.